# Hierarquia militar da Colômbia (Exército)
Esta é a seção do Exército de Hierarquia militar da Colômbia.
Esta seção é transcluída em:
- Hierarquia militar da Colômbia
- Exército da Colômbia

## Graus e insígnias
As tabelas a continuação apresentam os graus e insígnias do Exército Nacional da Colômbia.

### Oficiais
| Hierarquia e Insignias - Exército da Colômbia - Oficiais | Hierarquia e Insignias - Exército da Colômbia - Oficiais | Hierarquia e Insignias - Exército da Colômbia - Oficiais | Hierarquia e Insignias - Exército da Colômbia - Oficiais | Hierarquia e Insignias - Exército da Colômbia - Oficiais | Hierarquia e Insignias - Exército da Colômbia - Oficiais | Hierarquia e Insignias - Exército da Colômbia - Oficiais | Hierarquia e Insignias - Exército da Colômbia - Oficiais | Hierarquia e Insignias - Exército da Colômbia - Oficiais | Hierarquia e Insignias - Exército da Colômbia - Oficiais | Hierarquia e Insignias - Exército da Colômbia - Oficiais | Hierarquia e Insignias - Exército da Colômbia - Oficiais |
| -------------------------------------------------------- | -------------------------------------------------------- | -------------------------------------------------------- | -------------------------------------------------------- | -------------------------------------------------------- | -------------------------------------------------------- | -------------------------------------------------------- | -------------------------------------------------------- | -------------------------------------------------------- | -------------------------------------------------------- | -------------------------------------------------------- | -------------------------------------------------------- |
| Código OTAN                                              | OF-10                                                    | OF-9                                                     | OF-8                                                     | OF-7                                                     | OF-6                                                     | OF-5                                                     | OF-4                                                     | OF-3                                                     | OF-2                                                     | OF-1                                                     | OF-1                                                     |
| Colombia                                                 | Sem equivalente                                          |                                                          |                                                          |                                                          |                                                          |                                                          |                                                          |                                                          |                                                          |                                                          |                                                          |
| (em castelhano)                                          | -                                                        | General de Ejercito                                      | Teniente General                                         | Mayor General                                            | Brigadier General                                        | Coronel                                                  | Teniente Coronel                                         | Mayor                                                    | Capitán                                                  | Teniente                                                 | Subteniente                                              |
| Abbr.                                                    | -                                                        | GR                                                       | TG                                                       | MG                                                       | BG                                                       | CR                                                       | TC                                                       | MY                                                       | CT                                                       | TE                                                       | ST                                                       |
| (em português)                                           | -                                                        | General                                                  | Tenente-General                                          | Major-General                                            | Brigadeiro-General                                       | Coronel                                                  | Tenente-Coronel                                          | Major                                                    | Capitão                                                  | Tenente                                                  | Segundo-Tenente                                          |
| Uniforme No. 3B                                          | Sem equivalente                                          |                                                          |                                                          |                                                          |                                                          |                                                          |                                                          |                                                          |                                                          |                                                          |                                                          |
| Uniforme de camuflagem                                   | Sem equivalente                                          |                                                          |                                                          |                                                          |                                                          |                                                          |                                                          |                                                          |                                                          |                                                          |                                                          |

### Praças
| Hierarquia e Insignias - Exército da Colômbia - Praças | Hierarquia e Insignias - Exército da Colômbia - Praças | Hierarquia e Insignias - Exército da Colômbia - Praças | Hierarquia e Insignias - Exército da Colômbia - Praças | Hierarquia e Insignias - Exército da Colômbia - Praças | Hierarquia e Insignias - Exército da Colômbia - Praças | Hierarquia e Insignias - Exército da Colômbia - Praças | Hierarquia e Insignias - Exército da Colômbia - Praças | Hierarquia e Insignias - Exército da Colômbia - Praças | Hierarquia e Insignias - Exército da Colômbia - Praças | Hierarquia e Insignias - Exército da Colômbia - Praças | Hierarquia e Insignias - Exército da Colômbia - Praças | Hierarquia e Insignias - Exército da Colômbia - Praças |
| ------------------------------------------------------ | ------------------------------------------------------ | ------------------------------------------------------ | ------------------------------------------------------ | ------------------------------------------------------ | ------------------------------------------------------ | ------------------------------------------------------ | ------------------------------------------------------ | ------------------------------------------------------ | ------------------------------------------------------ | ------------------------------------------------------ | ------------------------------------------------------ | ------------------------------------------------------ |
| Código OTAN                                            | OR-9                                                   | OR-9                                                   | OR-8                                                   | OR-7                                                   | OR-6                                                   | OR-5                                                   | OR-4                                                   | OR-3                                                   | OR-2                                                   | OR-1                                                   | OR-1                                                   | OR-1                                                   |
| Colombia                                               |                                                        |                                                        |                                                        |                                                        |                                                        |                                                        |                                                        |                                                        |                                                        |                                                        |                                                        | Sem Insígnia                                           |
| (em castelhano)                                        | Sargento Mayor de Comando Conjunto                     | Sargento Mayor de Comando                              | Sargento Mayor                                         | Sargento Primero                                       | Sargento Vice Primero                                  | Sargento Segundo                                       | Cabo Primero                                           | Cabo Segundo                                           | Cabo Tercero                                           | Dragoneante                                            | Soldado Profesional                                    | Soldado                                                |
| Abbr.                                                  | SMCC                                                   | SMC                                                    | SM                                                     | SP                                                     | SV                                                     | SS                                                     | CP                                                     | CS                                                     | C3                                                     | -                                                      | -                                                      | -                                                      |
| (em português)                                         | Sargento-Major de Comando Misto                        | Sargento-Major de Comando                              | Sargento-Major                                         | Primeiro-Sargento                                      | Sargento de Primeira Classe                            | Segundo-Sargento                                       | Cabo                                                   | Segundo-Cabo                                           | Terceiro-Cabo                                          | Soldado                                                | Soldado (Profissional)                                 | Soldado                                                |

- Soldado: Recruta, que presta o serviço militar obrigatório nos termos da lei [n 2].
- Soldado Profissional: Soldado que, após o serviço militar obrigatório, decidiram continuar em vigor e fazer do Exército sua profissão. Eles recebem um salário que aumenta com a ascensão na hierarquia da instituição, tem direito às prestações sociais e se aposentar após 20 anos de serviço.
- Dragoneante: Excelente soldado, por mérito do serviço pode receber treinamento adicional, e fica com comando de outros soldados da mesma antiguidade ou menos. Esses soldados são geralmente utilizadas como comandantes de esquadrão.